# Castillo de Altdahn
El Castillo de Altdahn (en alemán: Burg Altdahn) es un castillo roquero ubicado en el Bosque del Palatinado, en la parte alemana de la región de Wasgau, cerca de la ciudad de Dahn en Renania-Palatinado. Es uno de los tres castillos de Dahn, junto a los castillos de Grafendahn y el de Tanstein. Se levanta hasta los 337 metros sobre el nivel del mar.

## Historia
La historia del castillo de Altdahn se caracteriza por la frecuente destrucción y reconstrucción del mismo.
Probablemente se construyó a principios del siglo XIII. Para el año 1236, el castillo estaba al mando de  Federico de Dahn en calidad de vasallo del obispo de Espira, quien en ese momento era Conrado IV de Dahn.[cita requerida]
Altdahn fue destruido por primera vez en 1363 durante una disputa entre dos familias nobles, la Casa de Dahn y la Casa de Fleckenstein. Tras esto, las reparaciones del castillo fueron llevadas a cabo por un escudero, aunque este fue expulsado del lugar en 1372 y el castillo volvió a ser destruido. Fue destruido una vez más en 1406, durante la Guerra de los Cuatro Señores, para luego sufrir incendios en 1426 y 1438. Tras esto siguieron dos siglos de relativa calma, pero fue dañado nuevamente durante la Guerra de los Treinta Años, entre 1618 y 1648. El castillo fue finalmente destruido durante la Guerra de Sucesión Palatina en 1689 por las tropas francesas al mando del Conde de Mélac. Y el 11 de mayo de 1820 se produjo un desprendimiento de rocas que provocó el derrumbe de la mayoría de las ruinas restantes.[cita requerida]
El compositor y artista Felix Mendelssohn visitó las ruinas del lugar el 5 de agosto de 1844 para pintarlas; las obras originales están en Oxford, pero se pueden ver copias en el museo del castillo.

## Descripción
Los tres castillos de Dahn se levantan sobr una cresta rocosa. El castillo de Altdahn ocupa los dos afloramientos rocosos que se encuentran en el extremo oriental de la cresta, que tienen una longitud de unos 100 metros aproximadamente. El acceso al castillo es por el noreste. Se ha conservado la puerta de entrada y un pequeño foso. El patio de armas inferior está dominado del lado norte como del lado sur por torres en forma de herradura. En el patio de armas superior, el cual se halla en el afloramiento rocoso occidental, todavía están en pie las ruinas de algunas estructuras, tales como una torre de vigilancia y el muro norte del palas, es decir, del edificio que albergaba el gran salón, cuya parte sur se derrumbó por el desprendimiento de rocas de 1820. Este evento también descubrió los restos de una caverna con forma de cono invertido que pudo usarse como cisterna o como calabozo.[cita requerida] Las ruinas exhiben bloques de piedra de acabado rústico.

A la roca oriental del castillo solamente se puede acceder mediante una estrecha pasarela. En esta roca existía una pequeña torre.

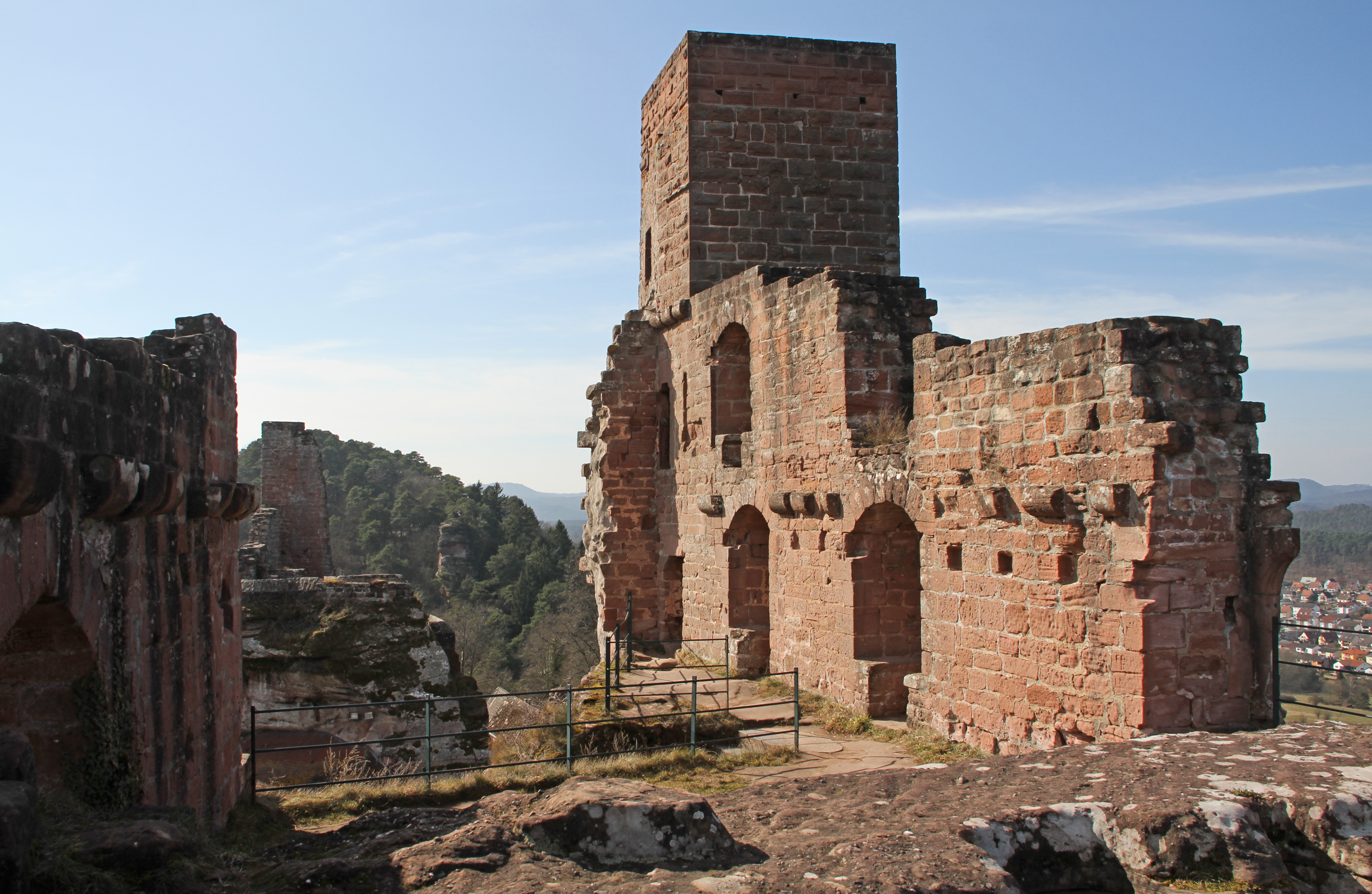
Vista del muro norte, se pueden ver los restos del palas y la torre.
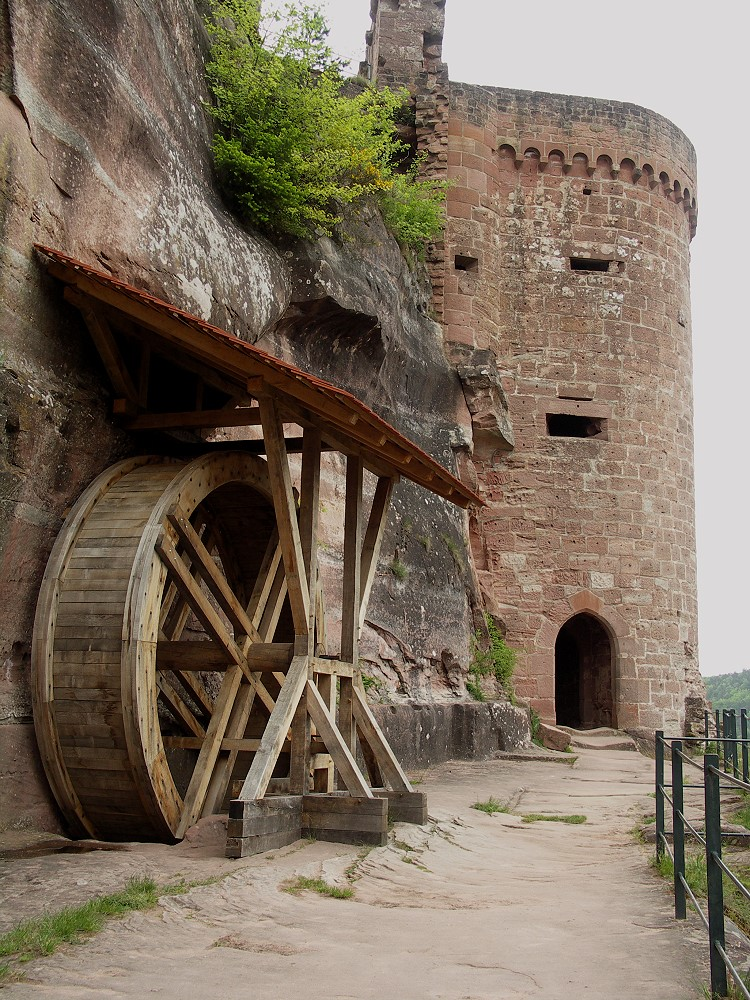
Vista de la torre sur y la rueda de grúa.
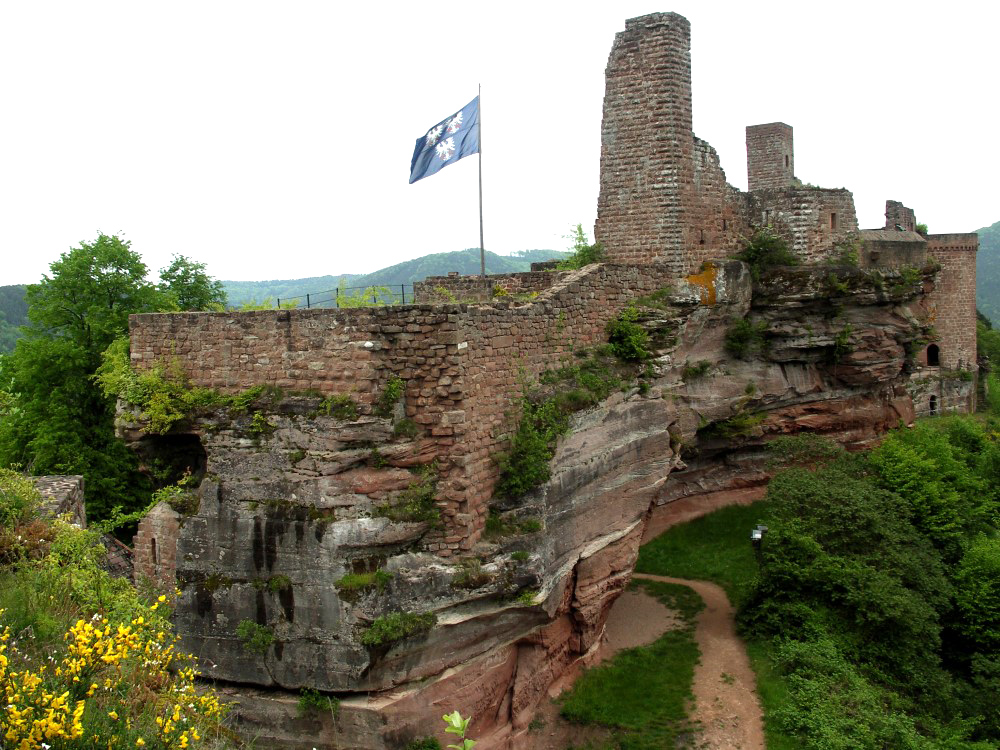
Vista de los castillos de Grafendahn y Altdahn desde el castillo de Tanstein.
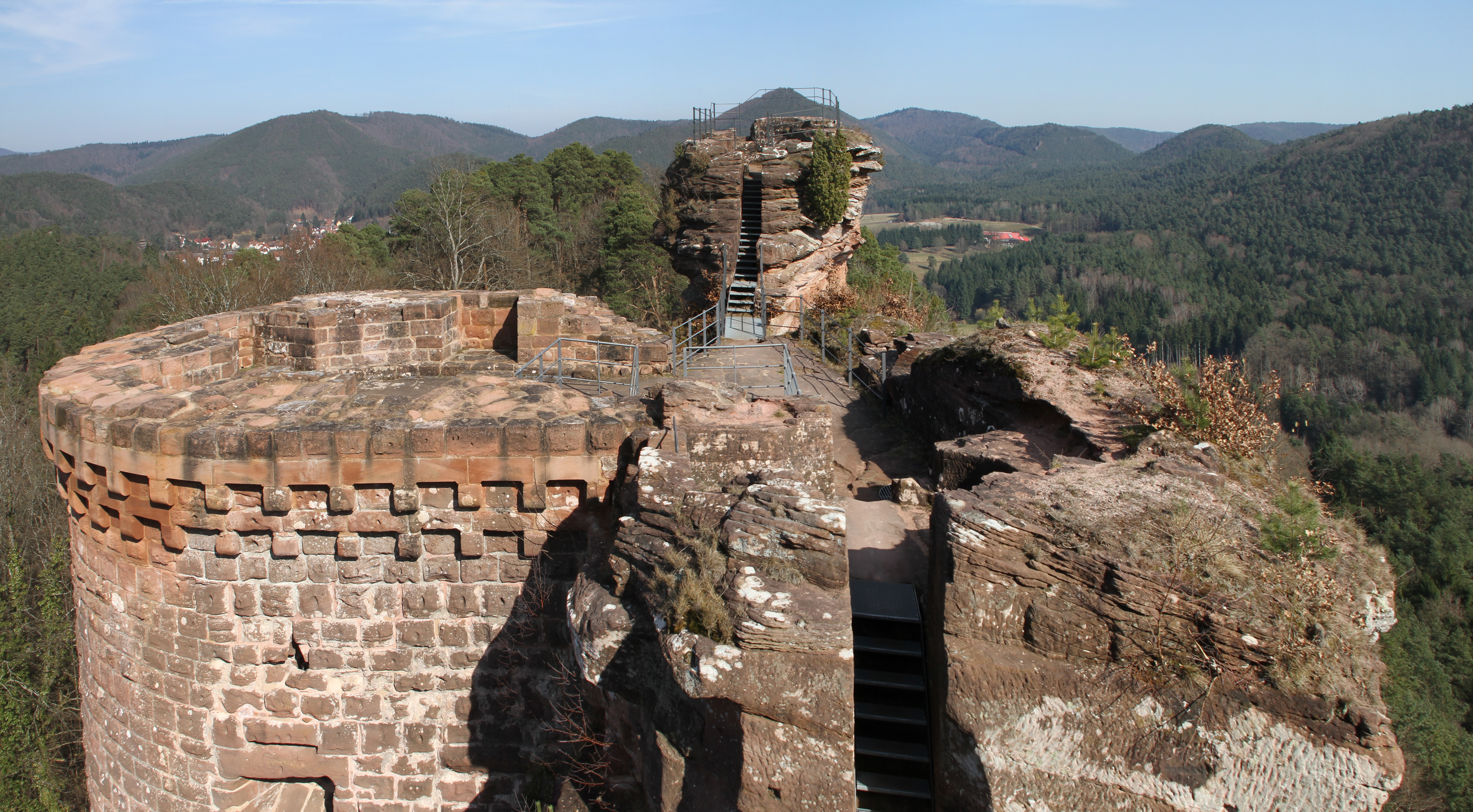
Torre Norte.

## Conservación
La Sociedad de embellecimiento de Dahn (Dahner Verschönerungsverein) llevó a cabo el primer trabajo de conservación del castillo en 1877 bajo el gobierno bávaro. En 1936 los trabajos de restauración fueron retomados 

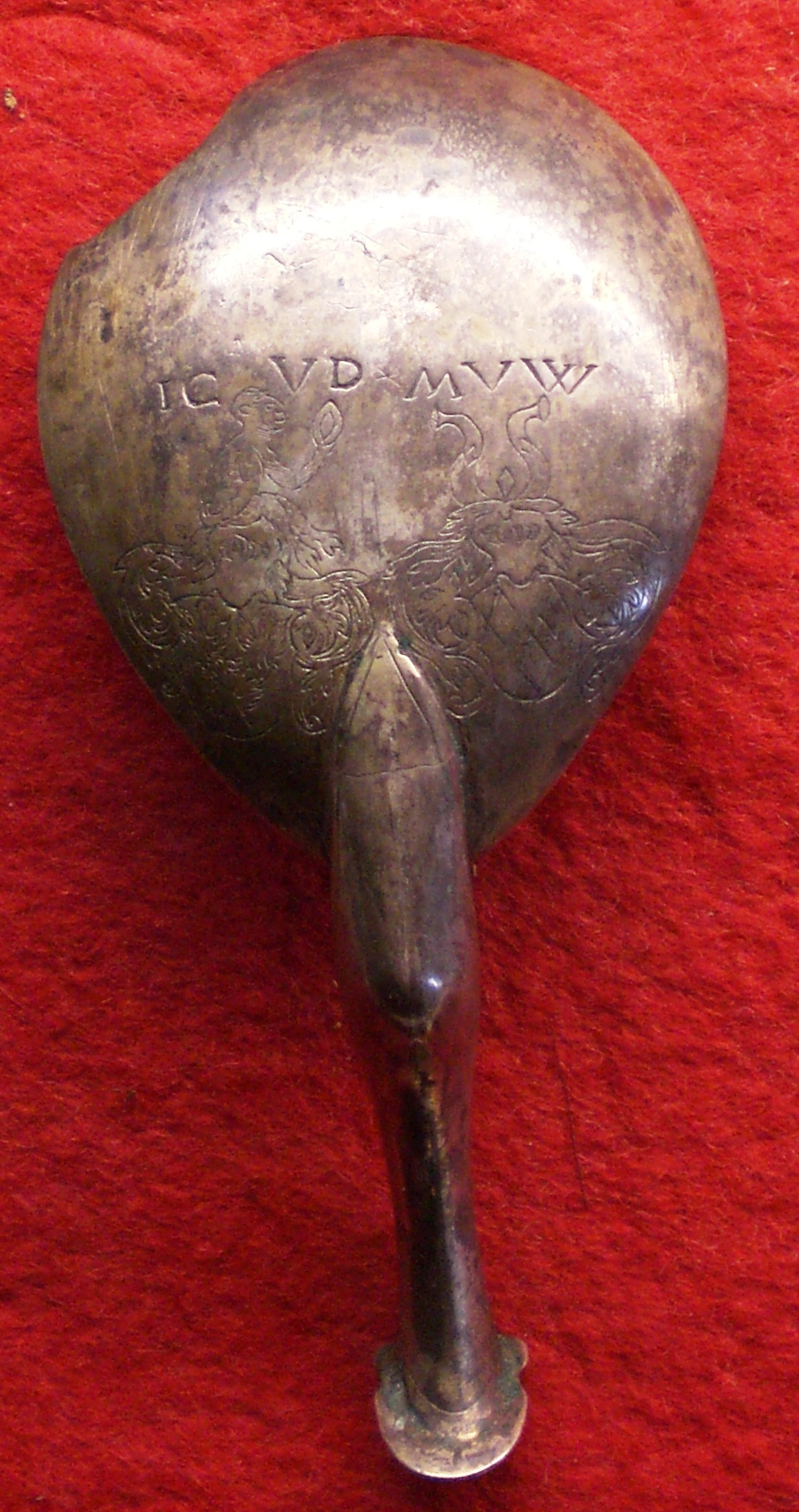
Cuchara encontrada en el castillo grabada con el escudo de armas de Dahn.

por el gobierno nazi pero fueron interrumpidos durante la Segunda Guerra Mundial para ser proseguidos en 1960 hasta la actualidad.[cita requerida]
En 2007 se detectaron grietas en un bloque de arenisca del castillo del que depende la estabilidad de un tercio del edificio. La roca fue asegurada utilizando estribos anclados directamente en el suelo y se colocaron sensores para monitorizar el movimiento de la roca, pero hasta 2008 no se detectó ningún movimiento, por lo que se suprimieron.